# Медицински туризам
Медицински туризам се односи на људе који путују у иностранство ради лечења. У прошлости се то обично односило на оне који су путовали из мање развијених земаља у главне високоразвијене медицинске центре јер је у њиховим земљама лечење недоступно. Међутим, последњих година се може подједнако односити на оне из развијених земаља који путују у земље у развоју са нижим ценама медицинских третмана. Мотивација могу бити и  медицинске услуге које нису доступне или немају дозволу у матичној земљи: постоје разлике између медицинских агенција (ФДА, EMA итд) широм света, без обзира да ли је лек одобрен у њиховој земљи или не. Чак и у Европи, иако би терапијске протоколе могла одобрити Европска агенција за лекове (EMA), неколико земаља има своје организације за преглед како би процениле да ли би исти терапијски протокол био „исплатив”, тако да се пацијенти суочавају са разликама протокола терапије, посебно у приступу овим лековима, што би се делимично могло објаснити финансијском снагом одређеног здравственог система. 
Медицински туризам је најчешћи за козметичке операције или хирургију, мада чести су стоматолошки или плодан туризам. Људи са ретким болестима могу путовати у земље у којима је лечење боље развијено. Међутим, доступне су готово све врсте здравствене заштите, укључујући психијатрију, алтернативну медицину, стоматологијy, рехабилитације, па чак и услуге сахране. 
Медицински туризам је шири појам од путовања који се фокусира на медицинске третмане и употребу здравствених услуга. Обухвата широко подручје здравствено оријентисаног туризма, од превентивног и здравствено проводљивог третмана до рехабилитационих и куративних облика путовања. Бањски туризам је сродно подручје. 

## Историја
Први забележени случај медицинског туризма датира хиљадама година уназад када су грчки ходочасници путовали из источног Средоземља у подручје Епидаур у Саронском заливу. Ова територија била је светилиште Бога исцелитеља Асклепија.
Бање и санитарије су били рани облици медицинског туризма. У Европи 18. века, пацијенти су посећивали бање јер су то била места са лековитим минералним водама, лечећи болести од гихта до поремећаја јетре и бронхитиса.

## Медицински туризам у Србији
Иако постоји интересовање, нарочито за клинике у Београду и Нишу, на светској мапи медицинског туризма Србија је тек у развоју. Највећа потражња постоји за естетску хирургију, ортопедију, кардиохирургију, али и за стоматологију.
Дентални туризам је у Србији све популарнија грана медицинског туризма јер су стоматолошке интервенције одличног квалитета и ценовно доста приступачније у односу на цене у страним земљама. Најчешће стоматолошке услуге због којих долазе дентални туристи у Србију су уградња импланата и естетска протетика.